# Cypraea cervinetta
Cypraea cervinetta är en snäckart som beskrevs av Kiener 1843. Cypraea cervinetta ingår i släktet Cypraea och familjen Cypraeidae. Inga underarter finns listade i Catalogue of Life.

## Bildgalleri

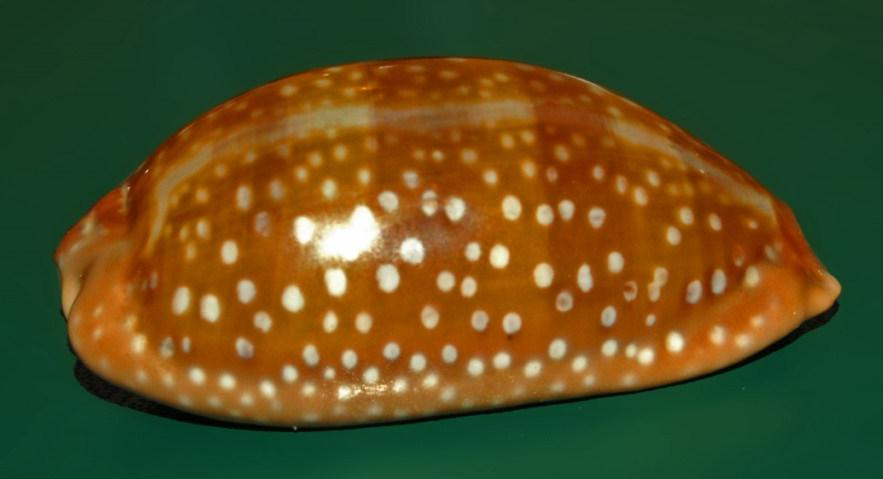
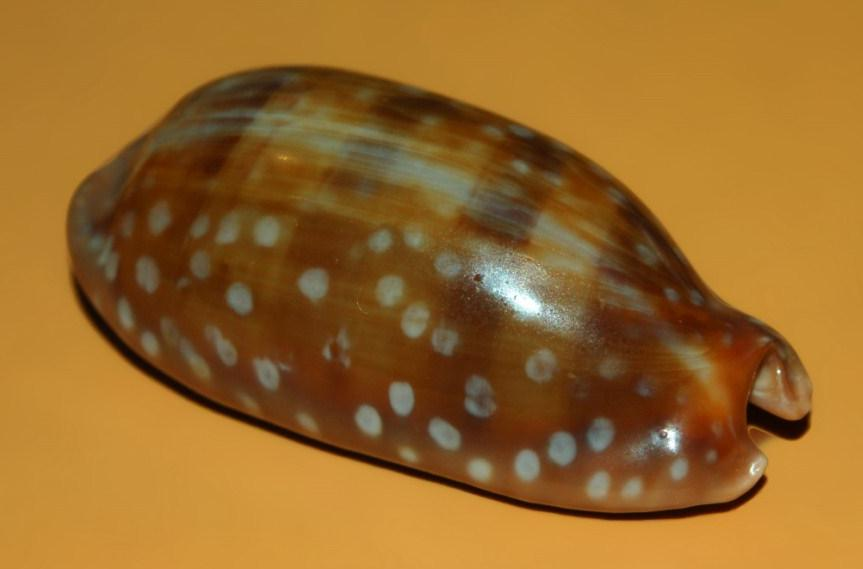